# 하이펠트황금두더지
하이벨트황금두더지(Amblysomus septentrionalis)는 황금두더지과에 속하는 포유류의 일종이다. 남아프리카공화국과 에스와티니에서 발견된다. 자연 서식지는 온대 숲, 아열대 또는 열대 기후 지역의 건조림과 습윤 저지대 숲, 습윤 산지 숲, 습윤 사바나, 온대 관목지대, 온대 초원, 아열대 또는 열대 기후 지역의 건조한 저지대 초원, 경작지, 목초지, 농장, 시골과 도시 지역 그리고 도입된 식생 지역이다. 서식지 감소로 위협받고 있다.